# Musée royal de Baham
Le musée royal de Baham, aussi connu sous le nom de musée du palais de Baham est inauguré le 1er octobre 2003. C'est un musée ethnographique situé dans le département du haut plateau de la région de l'ouest Cameroun. Il représente une maison du patrimoine culturelle qui se compose de collections d'objets royaux au départ rassemblés dans la case patrimoniale du royaume Baham  ou il se trouve. Il  a pour mission la conservation et la valorisation du patrimoine artistique et culturel de sa communauté d'appartenance.

## Histoire

### Débuts et projets

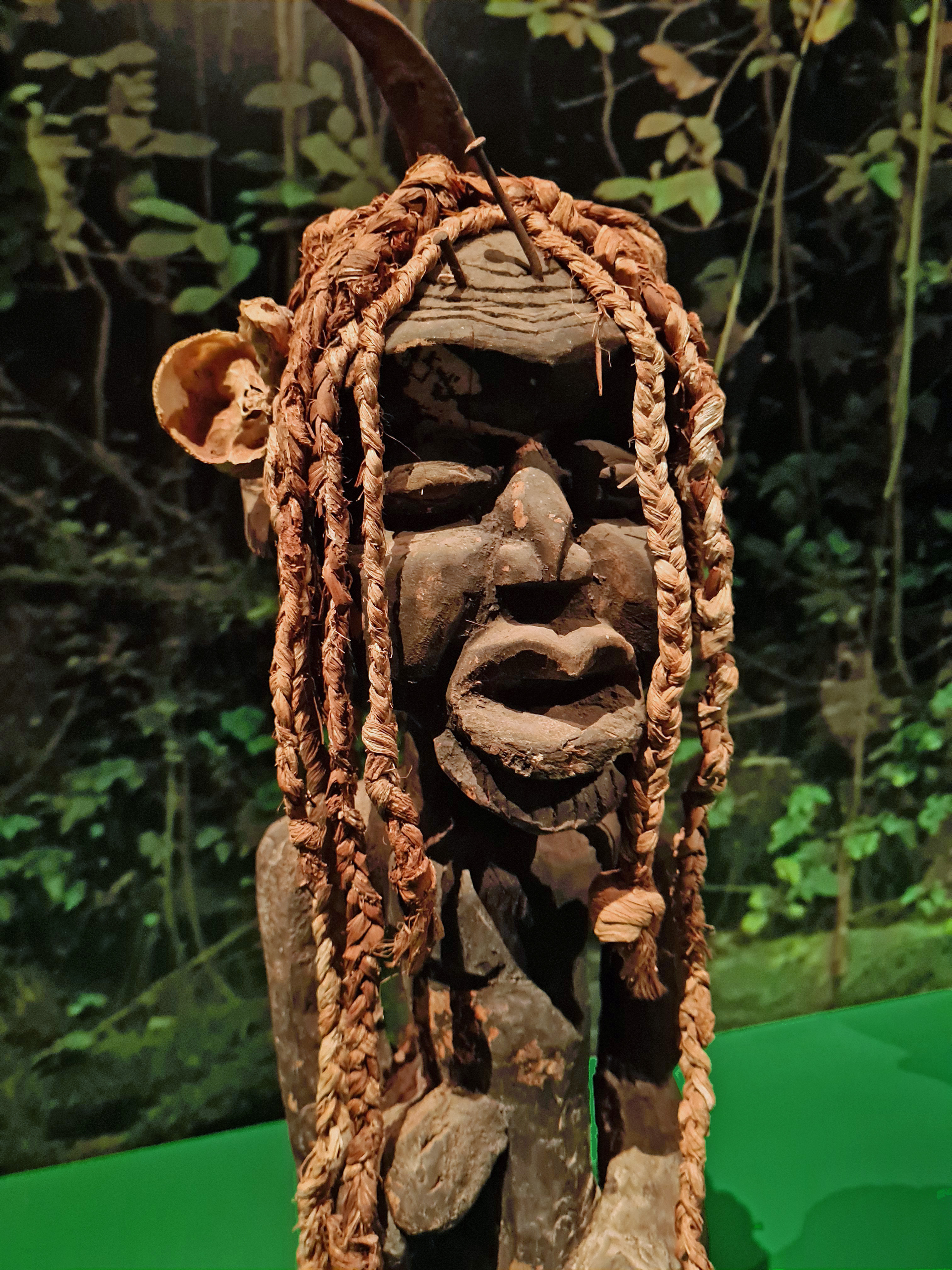
Statue d'homme portant une corne
(Case patrimoniale de la chefferie Baham; Objet prêté et exposé au musée du quai Branly à Paris dans le cadre de l'exposition Sur la route des chefferies du Cameroun)

Le musée du palais connaît son inauguration le 01 octobre 2003. Il raconte l'histoire de la dynastie des rois Baham  et de la culture du peuple Baham. En 1980, l'ONG italienne COE (Centro Orientamente Educativo) de Don Francesco Pedretti marque sa première emprunte dans le développement artistique du Cameroun en mettant sur pied une institut de formation artistique à Mbalmayo. Par la suite, elle lance un projet de valorisation culturelle intitulé projet de tutelle du patrimoine culturel pour le développement au Cameroun.  Le projet du musée royal de Baham fait partir des quatre projets de musée ( Babungo, Bandjoun, Mankon et Baham) qui y avaient été sélectionné. Le choix porté sur les projets de ces quatre chefferies s'explique par le fait que celles-ci avaient en leur possession des collections d'objets donc des espaces de conservation des biens culturels. Le musée royal de Baham est donc le résultat de la coopération entre le COE et l’institution royale de Baham,. Ce musée de manière générale ethnographie le peuple Baham. Il possède des informations sur les migrations et rois successifs. Les travaux de muséologie et scientifiques de Jean-Paul Notué servent à la conception du musée,.
Le musée se situe dans l’enceinte du Palais Royal de Baham, un site historique qui abrite également la chefferie traditionnelle. Celle-ci est fondée par des chasseurs issus des vagues migratoires des Bamiléké. Elle est l’une des plus anciennes, des plus respectées de la région et joue un rôle essentiel dans la consolidation des dynasties locales et la préservation des traditions culturelles.
L’idée de créer un musée à Baham est née de la volonté de préserver et de valoriser les objets royaux et culturels du royaume. La nécessité de protéger ces trésors culturels a conduit à la conception d’un espace destiné à leur conservation et à leur exposition. Le projet de musée à Baham a été motivé par un profond respect pour l’héritage culturel et historique de la région. Les objets royaux et culturels, témoins de l’histoire et des traditions du royaume, étaient initialement gardés dans la case patrimoniale de la chefferie. La préservation de ces objets précieux est devenue une priorité, d’où l’idée de créer un musée. Ce musée ne se contente pas de conserver les objets, il les met également en valeur, permettant ainsi aux visiteurs de découvrir et d’apprécier la richesse culturelle de Baham.
En exposant ces trésors, le musée joue un rôle crucial dans la transmission des connaissances et des traditions aux générations futures. La création de ce musée est donc une initiative essentielle pour la préservation et la valorisation du patrimoine culturel de Baham. A Baham, l'organisation sociale et politique est  fondée sur la répartition des titres hiérarchisés sur les sociétés dites secrètes (seules quelques-unes sont authentiquement secrètes) qui constituent: les rouages religieux, politico-economique, militaire, judiciaire et culturels contrôlent la vie sociale et et limitant au besoin les événements abus du pouvoir du roi feu, le squelette de tout l'édifice sociale; la tribune qui permet aux individus de s'exprimer et d'être partie de tout ce qui est captivant des affaires du royaumes.

### Mission
Le musée a été conçu pour préserver et valoriser le patrimoine artistique et culturel de la région. Il joue également un rôle éducatif important. Chaque année, il organise des ateliers d’initiation aux métiers de l’artisanat pour les jeunes, dans le cadre des “Vacances artistiques ». En plus de sa mission éducative, le Musée royal de Baham participe à des programmes de tourisme équitable. Ces programmes visent à promouvoir un tourisme respectueux de l’environnement et des cultures locales, tout en soutenant des projets de développement communautaire. Par exemple, une partie des revenus générés par les visites du musée est utilisée pour financer des projets locaux, tels que la réhabilitation de bâtiments communautaires. Bien plus qu’un simple musée, cette institution culturelle est un lieu de mémoire, de transmission et de valorisation du patrimoine culturel du peuple Baham. Grâce à ses collections, ses activités éducatives et ses initiatives de tourisme équitable, il contribue à la préservation et à la promotion de la culture Bamiléké, tout en soutenant le développement local.

### Acquisitions, mises en place et lancement
Les collections du musée sont constituées d'objets royaux transmis sur plusieurs générations de souverains ayant régné. La mise en place du Musée royal de Baham a été un projet ambitieux qui a nécessité la collaboration de plusieurs acteurs. Tel que mentionné plus haut, le projet a été réalisé en partenariat avec l’ONG italienne COE (Centro Orientamente Educativo), qui a apporté son expertise en muséologie et en gestion de projets culturels. L’architecte Bianca Triaca a conçu l’architecture du musée, intégrant des éléments traditionnels et modernes pour créer un espace harmonieux et accueillant. Le projet du Musée royal de Baham a été une véritable aventure collective. En plus de l’ONG COE, de nombreux artisans locaux ont participé à la construction et à la décoration du musée, apportant leur savoir-faire et leur passion pour la culture Baham. La collection du musée est un véritable trésor pour les amateurs d’histoire et de culture.
Le Musée royal de Baham est bien plus qu’un simple lieu de conservation. C’est un espace vivant où la culture et l’histoire du peuple Baham sont célébrées et transmises aux générations futures. Grâce à la collaboration de nombreux acteurs et à l’engagement de la communauté locale, ce musée est devenu un symbole de fierté et de préservation du patrimoine culturel de Baham. Le musée joue également un rôle crucial dans la préservation du patrimoine culturel de Baham. En exposant des objets royaux et culturels, il protège des trésors qui auraient pu être perdus ou endommagés avec le temps. Cette conservation permet non seulement de sauvegarder des éléments précieux de l’histoire locale, mais aussi de les rendre accessibles au public, contribuant ainsi à une meilleure compréhension et appréciation de la culture Baham.
Il est un symbole de fierté pour la communauté, un centre éducatif dynamique et un moteur de développement local. Grâce à ses initiatives et à son engagement envers la préservation du patrimoine, le musée continue de jouer un rôle vital dans la valorisation et la transmission de la culture Baham aux générations futures. Ce musée est un exemple remarquable de la manière dont la collaboration internationale et la volonté de préserver le patrimoine culturel peuvent aboutir à la création d’un espace consacré à l’histoire et à la culture. Il continue de jouer un rôle crucial dans la préservation et la promotion de la culture Baham, tout en offrant une expérience éducative et enrichissante à ses visiteurs.

## Administration

### Promoteur, tutelle et direction /gestion du musée
Le musée de baham présente une administration très simple. Il est directement rattaché a la chefferie. Le roi régnant assure la gestion de cette institution. Depuis son inauguration en 2003, le musée connait un administrateur général qui est le roi Pouokam Teguia Mark II, un directeur et responsable hiérarchique Kouam Clément et le conservateur en chef Fomkong Nkam Albert.

### Financement
La mise sur pied du musée a été financé par l’ONG italienne COE (Centro Orientamente Educativo). Outre, les artistes locaux ont produit des objets qui forment une bonne partie des collections. L'affiliation du musée royal de baham au programme de la route des chefferies lui fait bénéficier du soutien financier et technique.

### Tourisme et fréquentation
Le musée fait partie du vaste programme touristique de Tourisme équitable , sur le prix de vente du voyage par personne, touriste équitable reverse 50000 FCFA (soit 76 euros) pour soutenir un programme de développement local (soutenu par CVS et CADRU COM), il s'agit de la réhabilitation du foyer du centre urbain, ce musée est construit par les élèves et étudiants et dans lequel ils tiennent chaque année leur camp de vacances au mois de juillet et Août  ce foyer construit en matériaux locaux dans les années 1970 est aujourd'hui dans un état totalement avancé. L’impact du musée sur la région est indéniable. Il a renforcé l’attractivité touristique de Baham, attirant des chercheurs et des passionnés d’histoire du monde entier. Cette affluence touristique a des retombées économiques positives pour la communauté locale, stimulant le développement de services et d’infrastructures. De plus, le musée sert de plateforme pour des échanges culturels et éducatifs, favorisant un dialogue interculturel enrichissant.
L'accès au musée se fait par Bandjoun par la N4, ou par Baham par la N5. Sur 4 à 5 kilomètres de route bitumée avec signalisations sommaires, le touriste se rend à la chefferie qui offre une entrée majestueuse, en descente, bordée d'arbres et de cases, et typique des descentes vers les quelque 100 palais des chefs en pays Bamilékés.
Les jours et heures d'ouvertures:
Lundi à vendredi, de 9 h 00 à 17 h 00
Samedi à dimanche de 10 h 00 à 17 h 00.

## Architecture et organisation de l'espace

### Architecture
Le Musée Royal de Baham, situé à proximité de la chefferie, se distingue par son architecture remarquable, conçue par l’architecte Bianca Triaca. L’architecture de l’entrée de la chefferie est typique. C'est un des attraits principaux de la chefferie. Le musée des arts de Baham, de modeste taille, est en plein cœur de l'espace boisé de la chefferie. Le bâtiment, de forme rectangulaire avec des toits coniques est un mélange harmonieux de tradition et de modernité. Les éléments architecturaux traditionnels, tels que les toits en pente et les motifs sculptés, se marient parfaitement avec des lignes modernes et des espaces ouverts, créant un environnement accueillant et inspirant. . L’entrée principale est magnifiquement ornée de sculptures et de motifs caractéristiques de l’art Bamiléké, reflétant l’identité culturelle de la région. Les matériaux utilisés pour la construction ont été choisis avec soin pour refléter l’authenticité et la richesse du patrimoine local. La chefferie Baham est également reconnue pour être un centre important de production du prestigieux tissu traditionnel Ndop de l’Ouest.

### Organisation de l'espace
Ce musée à un niveau est organisé de manière fonctionnelle : le rez-de-chaussée abrite une salle d’exposition où les visiteurs peuvent découvrir la richesse du patrimoine local, ainsi qu’une boutique proposant des objets artisanaux. À l’étage, des chambres d’hôtes offrent aux visiteurs l’opportunité de séjourner sur place, favorisant une immersion complète dans l’univers des traditions Bamiléké. L’ensemble est entouré d’un espace boisé, créant une atmosphère calme et propice à la contemplation.
| \| 500 km1:18 610 000 \| National (1972) Doual'art(1991) Civilisations (2010) Lenale ndem (2013) Maritime (1986) Mankon (2005) |
| 500 km1:18 610 000 |

| 500 km1:18 610 000 |

| Musées (Année de création) |

## Aspects techniques, équipements et services

### Aspects techniques
le musée a rejoint le réseau de la Route des Chefferies depuis de nombreuses années, et l’organisation l’accompagne dans ses activités. En 2022, la chefferie a prêté des objets pour l’exposition « Sur la Route des Chefferies du Cameroun ».Ces objets ont retrouvé leur place à la fin de l’exposition. Il sert également de lieu de recherche et d’éducation, contribuant à une meilleure compréhension et appréciation de l’histoire et de la culture Bamiléké

### Équipements et services présents
- Wifi :  Non
- Sites web du musée :  Non
- Inventaire de la collection :  Oui (Mises à jour ? :  Oui)
- Parking pour visiteurs :  Oui
- Hall de réception :  Oui
- Présence de guides et / ou conservateurs au musée :  Oui
- Galerie marchande pour achat d'ouvrages et souvenirs touristiques :  Oui (Possibilités d'achats d'œuvres ? :  Non; Possibilité d’acheter un livre (en anglais): Non
- Espace restauration/toilettes pour visiteurs :  Oui
- Possibilité de prise de vue (photo des collections) :  Oui
- Présence d'un cercle ou club des amis du musée :  Non
- Musée membre d'un réseau de musées (échanges/prêts des collections) :  Oui
- Atelier de maintenance / restauration des collections :  Non

Frais de visite: 2000 FCFA (soit 3 euros)
Réservation à l'avance pour les groupes.
Les heures de visite sont les suivantes :
- de lundi à vendredi ouvert de 09H à 17H
- samedi et dimanche 10H à 17H
- contact:+237677926351/+237677539766/+237677126652[1].

| Qualité        | Tarifs   |
| Élèves         | 300Fcfa  |
| Etudiants      | 3000Fcfa |
| Adultes        | 2000Fcfa |
| Appareil photo | 1000Fcfa |
| Camera         | 5000Fcfa |

En plus des médiations, le musée organise chaque année, en juillet et août, «Vacances artistiques» qui sont des ateliers d’initiation aux métiers de l’artisanat. La chefferie, bien entretenue, ouvre alors ses portes et le guide propose la visite de l'exposition des arts de production du textile et du tissu traditionnel Ndop. Le musée participe à un programme de tourisme équitable.

## Collections
Le musée abrite une collection impressionnante d’objets royaux, dont des sculptures, des textiles traditionnels, des instruments de musique et des objets rituels. Ces objets racontent l’histoire et les traditions du peuple Baham, offrant aux visiteurs une plongée dans le passé de cette communauté. La muséographie a été soigneusement pensée pour mettre en valeur chaque espace de l’exposition et offrir une expérience immersive aux visiteurs.

### Expositions permanentes
Elle dispose d’une exposition permanente sur le thème « Art, mémoire et pouvoir » racontée par près de 300 objets.Il est le fruit du legs de nombreuses pièces ayant appartenu aux différents rois: objets socioculturels, religieux, historique, vestimentaires  et politiques qui servent ou ont servi à l’expression du pouvoir du souverain et à l’occasion des cérémonies traditionnelles. Ces objets incluent des sculptures, des textiles traditionnels, des instruments de musique et des objets rituels, chacun racontant une partie de l’histoire du peuple Baham 
Certains objets survivent, au cours du temps, aux incendies et pillages successifs. Les œuvres d'art tels que la peinture, le sculpture, les gravures, les objets historiques tels que les meubles, les vetements, les accessoires, les artefacts archeologies tels que la poterie, statues, bijoux, etc sont les principales éléments attractives   du royaume de Baham. Elle propose des oeuvres qui sont à la fois des témoins culturels et historiques, des messages ultimes d'hommes d'autrefois et d'aujourd'hui, fixant la mémoire collective et généalogique du groupe, mais aussi des souvenirs du passé destinés à s'adapter au présent et à préparer l'avenir.Chaque objet exposé a été sélectionné pour sa valeur historique et culturelle, et la muséographie a été conçue pour raconter une histoire cohérente et captivante. Les visiteurs peuvent ainsi découvrir les coutumes, les croyances et les pratiques rituelles du peuple Baham à travers des objets d’une grande beauté et d’une grande signification.

### Exposition temporaire
Le musée participe à l'exposition temporaire Sur la route des chefferies du Cameroun en 2022 au musée du Quai Branly - Jacques-Chirac en prêtant des collections d'objets tels les masques Batcham.

## Galerie média

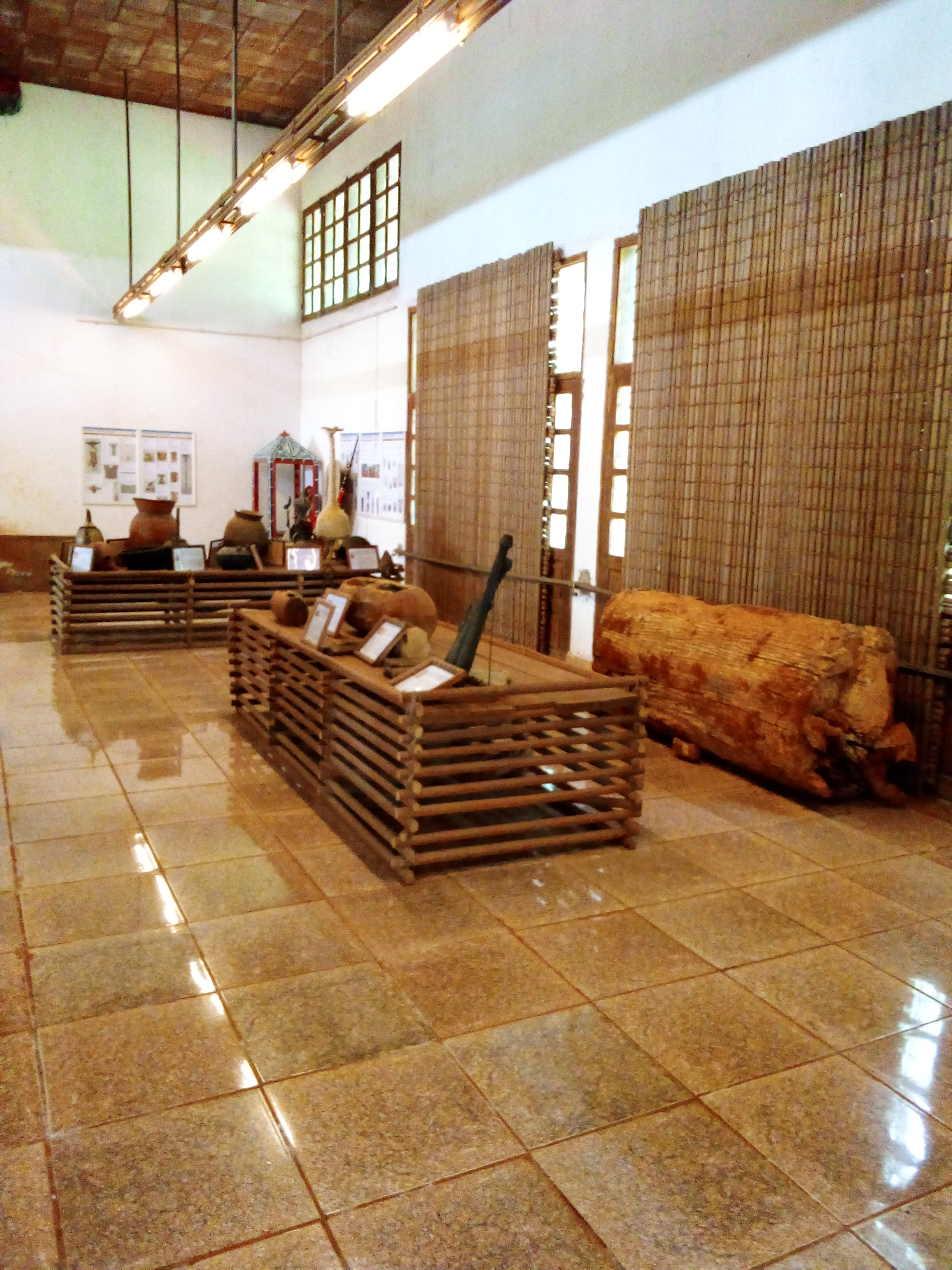
Espace du parcours d'exposition sur les instruments de musique et de communication au Musée Royal BAHAM.

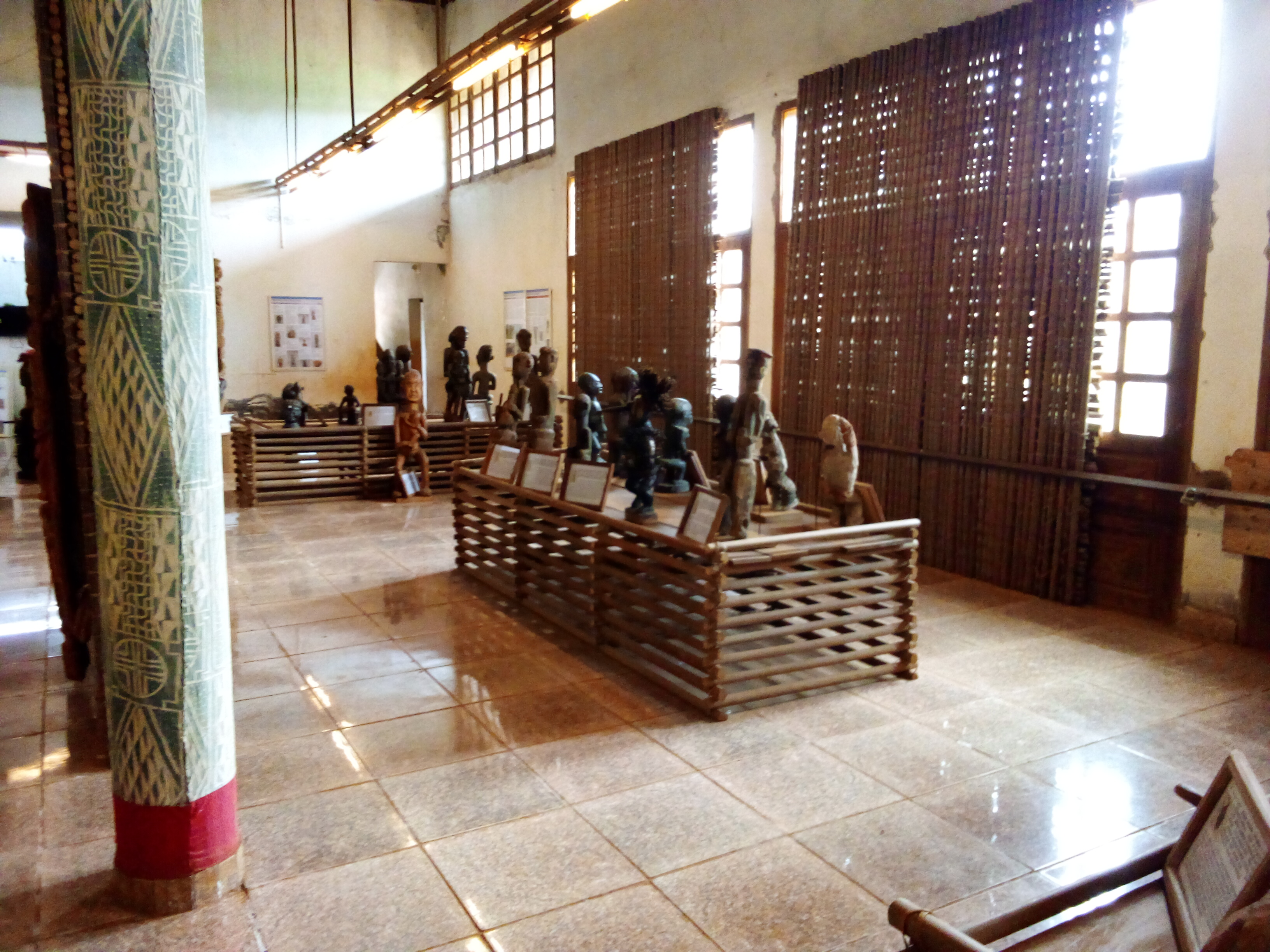
Espace du parcours d'exposition sur les figures de Justice au Musée Royal BAHAM.